# Bévillers
Bévillers és un municipi francès, situat a la regió dels Alts de França, al departament del Nord. L'any 2006 tenia 574 habitants. Limita al nord-est amb Saint-Hilaire-lez-Cambrai, a l'est amb Quiévy, al sud-est amb Béthencourt, al sud amb Beauvois-en-Cambrésis i a l'oest amb Boussières-en-Cambrésis.

## Demografia
| 1962                                       | 1968 | 1975 | 1982 | 1990 | 1999 | 2006 |
| ------------------------------------------ | ---- | ---- | ---- | ---- | ---- | ---- |
| 563                                        | 586  | 534  | 525  | 584  | 565  | 574  |
| Des de 1962: població sense dobles comptes |      |      |      |      |      |      |

## Administració
| Període   | Identitat      | Partit |
| --------- | -------------- | ------ |
| 2001-2008 | Robert Lemaire |        |
| 2008-     | Michel Leduc   |        |